# Чамьюва
Ча́мьюва (тур. Çamyuva) — селище в Туреччині, розташоване в 10 кілометрах на південь від Кемеру і приблизно в 60 кілометрах від Анталії. Міжнародний курорт. В перекладі з турецької мови назва означає «Соснове гніздо».
Селище разташоване на березі Середземного моря, його оточують гори Тавр. Основна раслинність — пальми, олеандри, апельсинові дерева.
Ще на початку 1990-х, на місці селища був хутір, навколо якого росли апельсини, мандарини і лимони. Завдяки прекрасному місцерозташуванню, сприятливому клімату і різноманітному ландшафту, тут почав развиватись туризм. Була побудована необхідна інфраструктура: готелі, пансіонати, клуби, а також пляжі. Зараз селище умовно ділиться на дві зони: курортну і житлову.